# Alexander Nikolajewitsch Konnikow
Alexander Nikolajewitsch Konnikow (russisch Александр Николаевич Конников; engl. Transkription Aleksandr Konnikov; * 1. Dezember 1942) ist ein ehemaliger sowjetischer Leichtathlet, der sich auf den Sprint spezialisiert hat. Mit der sowjetischen 4-mal-400-Meter-Staffel wurde er 1970 in Wien Halleneuropameister sowie 1969 in Athen Vizeeuropameister.

## Sportliche Laufbahn
Wladimir Kolesnikow trat nur bei den Leichtathletik-Halleneuropameisterschaften 1970 in Wien international in Erscheinung und gewann dort mit der sowjetischen 2800 m Staffel (2 + 3 + 4 + 5 Runden) in 6:18,0 min gemeinsam mit Sergei Krjutschok, Wladimir Kolesnikow und Iwan Iwanow die Goldmedaille.